# Bladrozet
Bij een bladrozet of rosula van een plant zitten de bladeren in een kring dicht op elkaar. Men spreekt ook wel van een wortelrozet als de bladeren vlak bij de grond zitten. Bladrozetten kunnen ook hoger boven de grond aan de top van een stengel zitten, zoals bij amandelwolfsmelk (Euphorbia amygdaloides) of Turkse lelie (Lilium martagon). 
Bij een rozet is de stengel sterk gedrongen en heeft zeer korte leden (de stukken tussen de knopen). Soms hebben de rozetbladeren een andere vorm dan de stengelbladeren. Door de vorming van een bladrozet worden in de directe omgeving van de plant andere planten verdrongen, waardoor een concurrentievoordeel ontstaat.
Bladrozetten komen veel voor bij tweejarige planten, waarbij in het eerste jaar een bladrozet gevormd wordt.
Ook bij landbouwgewassen en groenten komen bladrozetten voor. Voorbeelden zijn:
- Suikerbiet
- Andijvie
- Witlof

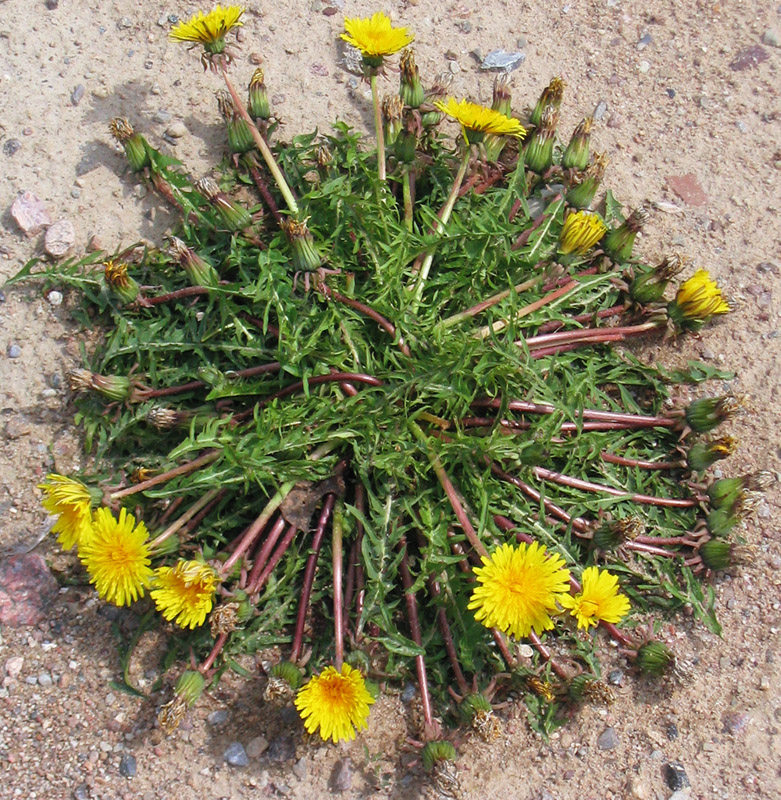
Paardenbloem (Taraxacum officinale)
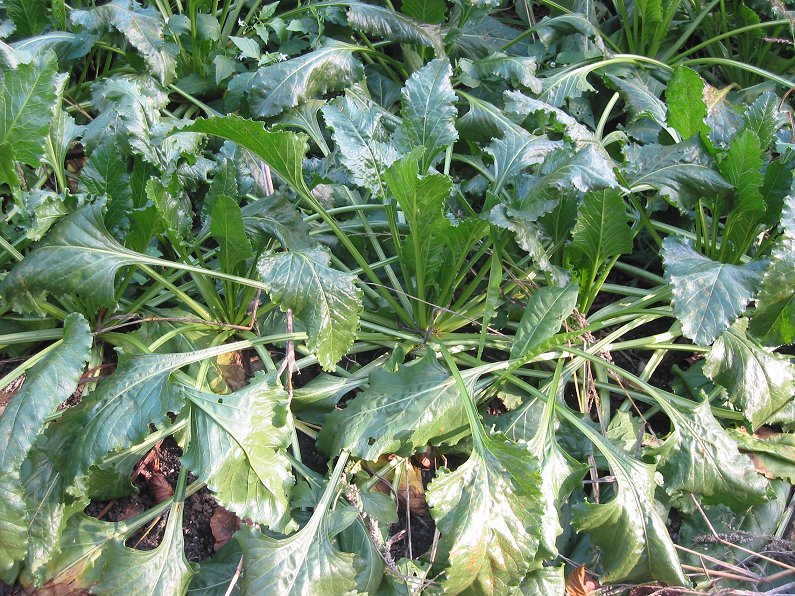
Suikerbiet (Beta vulgaris subsp. vulgaris var. altissima)
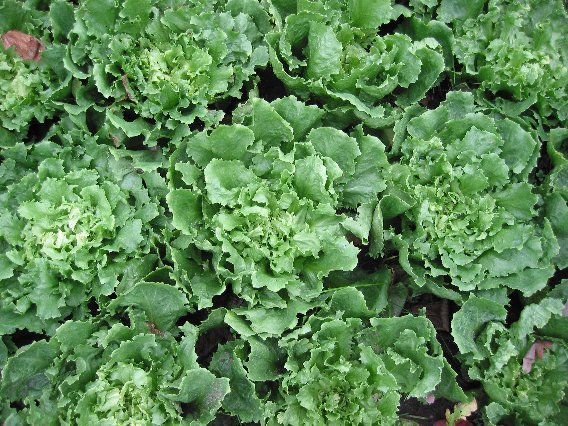
Andijvie (Cichorium endivia)
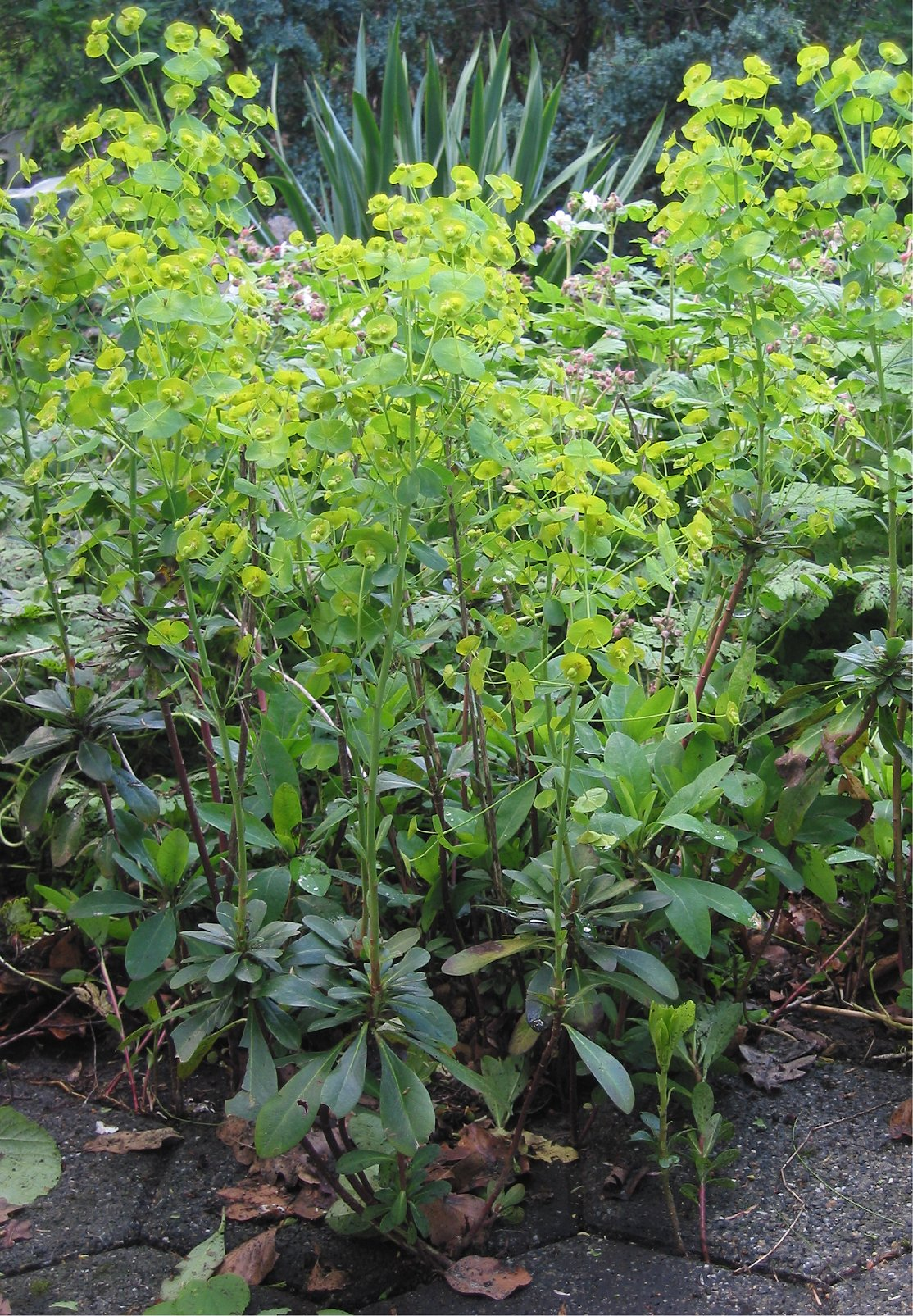
Amandelwolfsmelk (Euphorbia amygdaloides)